# Convento de la Purísima Concepción (Toledo)
El convento de la Purísima Concepción de la ciudad española de Toledo, popularmente conocido como de las Capuchinas, fue fundado en 1632. El templo conventual consta ya concluido en 1671, fecha en que es solemnemente consagrado; y en 1677, año del fallecimiento del cardenal Pascual de Aragón, su mecenas, están prácticamente terminadas las obras de las dependencias conventuales. De la arquitectura de la iglesia y su ornamentación interior se encargó el arquitecto toledano Bartolomé Zumbigo y Salcedo.

## Descripción

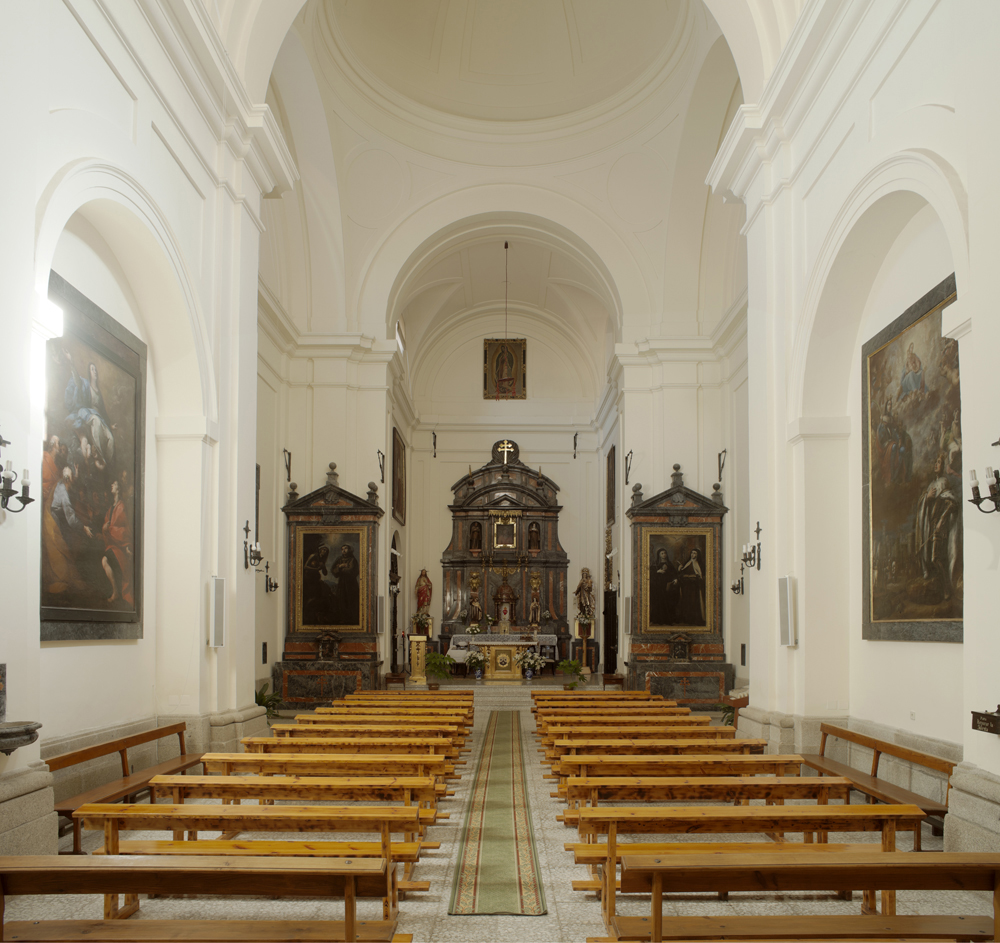
Interior de la iglesia de las Capuchinas

Aunque el crucero de la iglesia, en su desarrollo lateral, sobresale ligeramente en planta, no puede hablarse de cruz latina; aquella es rectangular, de una sola nave dividida en tres tramos: El mencionado crucero, la capilla mayor y el coro, en alto, a los pies, sobre amplio arco rebajado. Nave y capilla mayor tienen bóvedas de medio cañón fajeado y con lunetos; en el crucero, cúpula sobre pechinas, sin tambor y con linterna ciega. Sobre un zócalo de sillería se dispone el límpido y desornamentado alzado interior, todo jaharrado, articulado mediante pilastras toscanas que, prolongadas sobre el liso friso, alcanzan a los capiteles situados directamente bajo las cornisas. Cuatro machones sustentan la cúpula en el crucero. Respecto a este, queda ligeramente elevado el presbiterio, donde las pilastras de articulación aparecen sutilmente cajeadas; en su testero, el retablo mayor; del lado de la epístola, la reja que da al coro bajo de las monjas –amplia estancia rectangular y de escasa altura, cuyo cielo raso queda materialmente ocupado por un enorme escudo, pintado al fresco por Francisco Rizi, del Cardenal Pascual de Aragón–, y del lado del evangelio, la capilla del Cristo. 
Apurada sencillez y marcada desornamentación son los criterios manejados en todo el interior. La contrapartida está en la nobleza de los materiales -mármol, jaspes y bronces- utilizados para los retablos, los enmarques de cuadros y las placas con inscripciones. 
Cada uno de los detalles que configuran este espacio arquitectónico está ejecutado con una ponderación, una exquisitez y un acabado final que sorprenden; fruto, todo ello, de una mesurada proporción y equilibrio. 
El exterior es, en general, de ladrillo visto con rafas de piedra, de volúmenes cúbicos y perfiles rectilíneos, como es práctica habitual en la arquitectura seiscentista de Toledo. 
Entre las dependencias conventuales es de reseñar el pequeño claustro, que actúa como elemento distribuidor de estancias, formado por dos pisos, de cuatro galerías cada uno, que, a través de arquerías de medio punto, se abren a un patio. Las paredes de la nave están decoradas con pinturas de Simón León Leal, la que representa a Fernando III el Santo ante san Hermenegildo (1670), y de Carlo Francesco Nuvolone (antes de 1646), la que representa la Asunción de la Virgen, Giovanni Peruzzini, Santa María Magdalena de Pazzis, y Giacinto Giminiani, Aparición del Niño a santa Rosa de Lima, ambas firmadas en 1670.

## Fuente
- Este artículo incluye contenido derivado de una disposición relativa al proceso de protección, incoación o declaración de un bien cultural o natural publicada en el BOE n.º 272 el 11 de noviembre de 1996 (texto), el cual está libre de restricciones conocidas en virtud del derecho de autor de conformidad con lo dispuesto en el artículo 13 de la Ley de Propiedad Intelectual española.